# Jo Frachon
Pour les articles homonymes, voir Frachon.
 (novembre 2015).
Si vous disposez d'ouvrages ou d'articles de référence ou si vous connaissez des sites web de qualité traitant du thème abordé ici, merci de compléter l'article en donnant les références utiles à sa vérifiabilité et en les liant à la section « Notes et références ».
Joseph  Frachon, dit Jo Frachon, né le 14 août 1919 à Davézieux (Ardèche) et mort le 10 février 1992 à Paris, est un musicien et chanteur français. Il est le troisième de la région d’Annonay derrière les Mella à avoir fait partie des Compagnons de la chanson. C’est d'ailleurs au Bar du Théâtre de la ville que Jo et les Mella se lieront d’amitié et qu’ils feront souvent quelques « bœufs » ensemble.

## Biographie
Issu d'une lignée aristocratique et d’une famille d’entrepreneurs connue dans le monde entier : les Montgolfier (Papeteries Canson-Montgolfier), c’est parce qu'il rêvait de vie d’artiste qu’il a finalement choisi d’intégrer les Compagnons de la Musique de Louis Liébard avec quelques autres dont Hubert Lancelot, Jean-Louis Jaubert, Marc Herrand, Guy Bourguignon et Jean Albert. Non sans difficulté à cause de sa grande taille (1,88 m) qui, d’après Liébard, aurait pu être un obstacle à l’uniformité du groupe. Il n’intégrera d’ailleurs les Compagnons de la Musique qu’à la fin 1944 après que Fred eut insisté à plusieurs reprises auprès du premier mentor des Compagnons. C’est grâce au grand appartement des Frachon, rue de l’Université dans le 7e arrondissement à Paris, que les Compagnons ont pu trouver le pied-à-terre dans lequel ont été fomentées la révolte et la scission avec la bande du Chef Liébard.
Les bases de Jo Frachon au piano et à la guitare lui vaudront de figurer parmi les personnages clés de l’équipe et d’aborder avec succès la période instrumentale des années 1960-70. Ses compositions du début des années cinquante, : Cavaliers du ciel, Mona Lisa, Ce sacré vieux soleil, Tourbillon, Aux marches du palais, Légende indienne, L'amour est venu danser, Marchand de chansons, Un p'tit roman, En veux-tu en voilà, Maître Pierre, Chanson à ma bien-aimée, Trop beau pour être vrai, montrent qu'il aurait tout à fait pu écrire d’autres succès pour les Compagnons de la Chanson.
Jo Frachon est passionné de vitesse et adore les bolides, au point d'en sacrifier quelques-uns à l'exercice de sa passion. Désinvolte et doté d'un humour ravageur qui faisait, paraît-il, la joie d’Édith Piaf, toujours de bonne humeur, il est incontestable que les Compagnons lui doivent quelques belles crises de fou rire car il n'avait pas son pareil pour se singulariser par des plaisanteries et des gags parfois douteux.
Verbicruciste et cruciverbiste émérite, il publie une grille de mots croisés toutes les semaines dans France Dimanche, ce qui décidera en 1984 Armand Jammot à le choisir pour remplacer Max Favalelli à l'animation Des chiffres et des lettres d'octobre 1984, à février 1986, 
Jo Frachon meurt le 10 février 1992 dans le 10e arrondissement de Paris, suivi par son épouse Jacqueline qui en avril 1976 avait été candidate au jeu Des chiffres et des lettres. Leur fille Patricia a été l’une des responsables de la Régie Publicitaire de la station de radio RTL.